# Faujasiidae
Faujasiidae é uma família de equinodermes da subclasse Euechinoidea que inclui apenas um género e uma espécie extante (Procassidulus malayanus Mortensen, 1948).
Seguir